# The Singles Table
The Singles Table es una Serie de televisión emitida por la cadena de televisión NBC de 2006 a 2007.

## Argumento
La serie es protagonizada por John Cho (Iván), Alicia Silverstone (Georgia), Jarrad Paul (Adam), Rhea Seehorn (Stephanie) y Conor Dubin (Eli). Stephanie, Ivan, Eli, Adán, y Georgia se reúnen en la peor tabla en la boda de su peor amigo y entablar nuevas amistades, y quizás incluso el amor. 

## Cambio de casting
El 16 de septiembre de 2006, se anunció que Alicia Silverstone sustituiría Pascale Hutton en el papel de Georgia.
- Datos: Q7764478